# Bach Collegium Japan

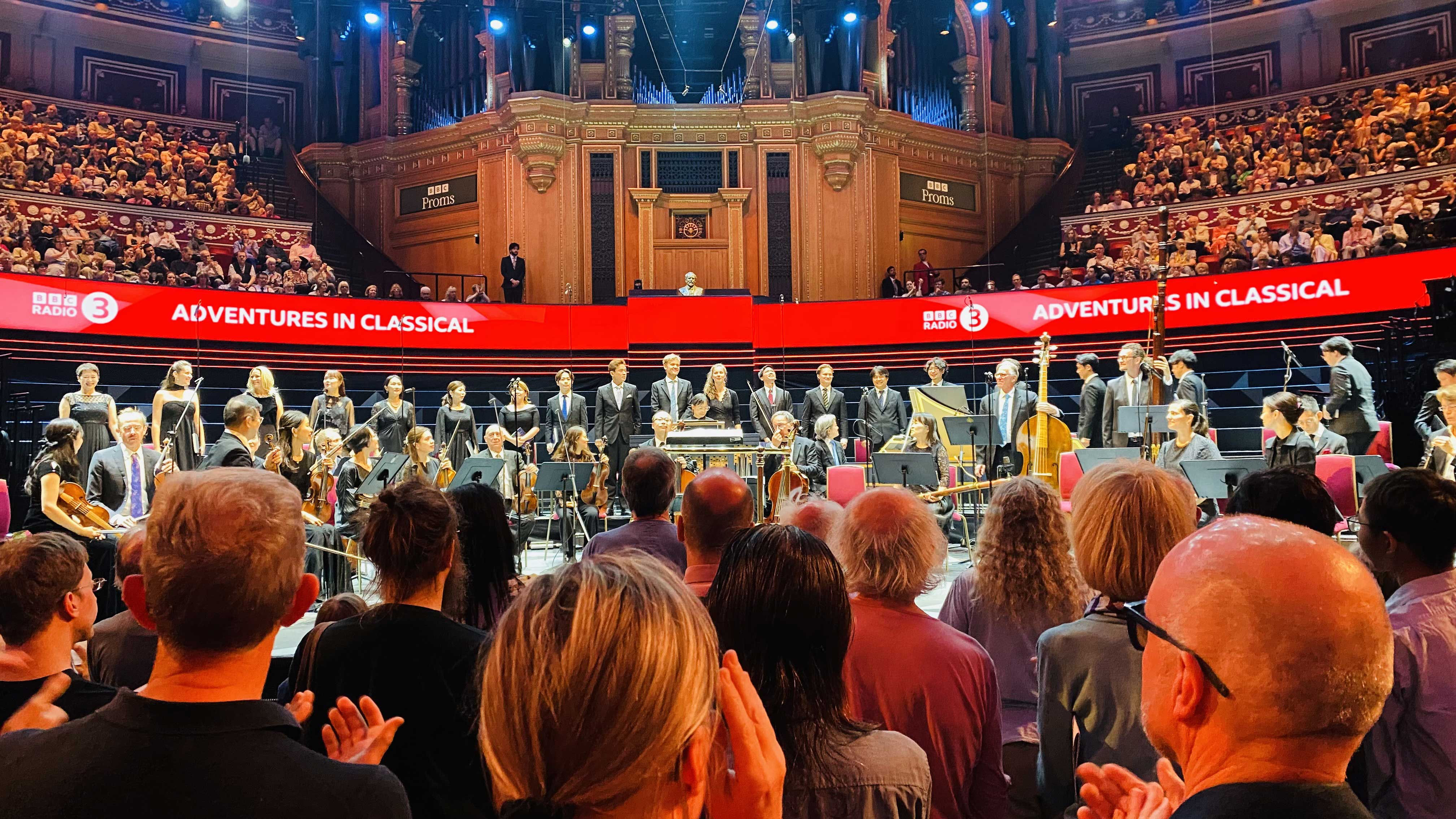
Bach Collegium Japan auf der Bühne bei den BBC Proms 2024

Das Bach Collegium Japan, bestehend aus Barockorchester und Chor, wurde 1990 von Masaaki Suzuki gegründet, um Werke des Barocks in historischer Aufführungspraxis in Japan bekannt zu machen. Es hat seinen Sitz in Tokio und Kōbe. Neben Bach hat sich das Collegium vor allem Werken von Dietrich Buxtehude, Heinrich Schütz, Johann Hermann Schein und Georg Böhm gewidmet. Seit der Gründung ist Masaaki Suzuki Musikdirektor, seit 2018 amtiert neben ihm Masato Suzuki als Chefdirigent.
Das Bach Collegium Japan hat nach Erfolgen in Japan inzwischen auch in der europäischen Konzert- und Festivalszene einen festen Platz und kooperiert häufig mit europäischen Künstlern, wie etwa Rachel Nicholls, Michael Chance, Peter Kooij, Christoph Prégardien oder Dominik Wörner.
Nach Einspielungen von Bachs Passionen, Händels Messias und Monteverdis Marienvesper begann das Ensemble 1995 anlässlich des 50. Jahrestages der japanischen Kapitulation im Zweiten Weltkrieg mit einer Einspielung sämtlicher Bachkantaten. Der Zyklus mit den geistlichen Kantaten wurde 2013 abgeschlossen, das Projekt des Ensembles auf dem Label BIS erhielt 2014 einen Echo Klassik als Editorische Leistung des Jahres. Mit dem fertiggestellten Aufnahmezyklus der weltlichen Kantaten im August 2018 war die Gesamteinspielung aller Bachkantaten vollendet.
Masaaki Suzuki, geboren 1954 in Kōbe, hat eine klassische Ausbildung als Organist, Cembalist und Komponist in Tokio und Amsterdam, unter anderem bei Ton Koopman absolviert. Er ist Professor für Orgel und Cembalo an der Nationalen Universität für Kunst und Musik in Tokio.
Als Motivation für seine intensive Beschäftigung mit Bach bezeichnet er auch seinen  christlichen Glauben.